# Deutschland (1866)
El Deutschland fue un barco de vapor alemán de la compañía naviera Norddeutscher Lloyd, construido por Caird y Cía. de Greenock en 1866.
A las 5 de la mañana del 6 de diciembre del año 1875 el barco encalló en Kentish Knock, un banco de arena en la desembocadura del río Támesis, durante una ventisca. La mayoría de pasajeros murió de hipotermia antes de que el remolcador Liverpool arribara al lugar el 7 de diciembre. Un total de 157 víctimas fue el saldo de la catástrofe, contando pasajeros y marinería
La catástrofe está reflejada en el poema "The Wreck of the Deutschland" de Gerard Manley Hopkins.